# Occidozyga floresiana
Occidozyga floresiana là một loài ếch thuộc họ Ranidae.
Đây là loài đặc hữu của Indonesia.
Môi trường sống tự nhiên của chúng là rừng khô nhiệt đới hoặc cận nhiệt đới, đầm nước, đầm nước ngọt, đầm nước ngọt có nước theo mùa, và đất nông nghiệp có lụt theo mùa.